# One (canción de Ed Sheeran)
"One" es una canción por el cantautor Ed Sheeran, con colaboración de Jake Gosling. La canción fue lanzada el 14 de mayo de 2014 como el primer sencillo promocional de su segundo álbum de estudio x, llegando al número 18 en el UK Singles Chart.

## Canción y lanzamiento
"One" fue la primera canción que Sheeran escribió para x, escrita antes del lanzamiento de su primer álbum, +. La canción fue escrita sobre un barril de whisky mientras estaba de gira en Nueva Zelanda. Fue la última canción que Sheeran escribió sobre su amor que apareció en +.
Fue lanzada como el primer sencillo promocinal de x el 16 de mayo, disponible para descargar en iTunes. Llegó al número 18 en UK Singles Chart y entró al Billboard Hot 100 con el número 87.

## Vídeo musical
El 2 de mayo de 2014, se publicó un vídeo oficial en su cuenta de YouTube. Aparece él cantando la canción en vivo en un estadio vació. A partir de octubre de 2014, tiene más de 10,000,000 millones de visitas.

## Posicionamiento en listas
| Lista (2014)                           | Posición |
| -------------------------------------- | -------- |
| Alemania (Offizielle Deutsche Charts)  | 79       |
| Austria (Ö3 Austria Top 40)            | 45       |
| Canadá (Canadian Hot 100)              | 32       |
| Escocia (Scottish Singles Sales Chart) | 17       |
| Estados Unidos (Billboard Hot 100)     | 87       |
| Francia (SNEP)                         | 121      |
| Irlanda (IRMA)                         | 54       |
| Reino Unido (UK Singles Chart)         | 18       |

## Créditos y personal
Créditos adaptados de las notas de x
- Ed Sheeran: voz, composición, guitarra
- Jake Gosling: producción, ingeniería, programación, batería, cuerdas, vientos
- Adam Coltman – asistente de ingeniería
- Mark "Spike" Stent – mezcla
- Geoff Swan – ingeniería
- Stuart Hawkes – masterización